# Gardträsk
Gardträsk är en sjö i Gotlands kommun i Gotland och ingår i Gothemån-Snoderåns kustområde. Gardträsk ligger i Träskmyr Natura 2000-område och skyddas av fågeldirektivet.